# کریستا کینس‌هوفر
کریستا کینس‌هوفر (آلمانی: Christa Kinshofer؛ زادهٔ ۲۴ ژانویهٔ ۱۹۶۱) اسکی‌باز آلپاین اهل آلمان است.
وی در مسابقات کشوری و بین‌المللی در مجموع برندهٔ ۲ مدال نقره، ۱ مدال برنز شده‌است.